# Sobirania popular
El terme  sobirania popular  es va encunyar enfront del de sobirania nacional, que interpretava d'una forma restrictiva com la sobirania resident a la nació, terme de difícil definició que pot identificar-se amb més dificultat i restringir-se en la seva representació efectiva a les capes més elevades de la societat (sufragi censatari), mentre que el principi de la sobirania popular fa residir la sobirania en el poble, que estaria format per la totalitat del cos social, en especial pels més humils (el poble menut), i que només podria expressar-se mitjançant el sufragi universal.
La Constitució francesa de 1793 va ser el primer text legal que va establir que  "la sobirania resideix en el poble ..." . Jean Jacques Rousseau, en El contracte social, atribueix a cada membre de l'Estat una part igual de la que anomena l' "autoritat sobirana" . Aquesta és probablement la primera referència teòrica sobre la sobirania popular.
D'acord amb les diverses tesis mantingudes fins ara, es pot definir com  "que la residència legal i efectiva del poder de comandament d'un conjunt social es troba i s'exerceix en i per la universalitat dels ciutadans ", i particularment en els Estats democràtics. Així el sufragi universal es converteix en un dret fonamental i la condició ciutadana és igual per a tots amb independència de qualsevol altra consideració, llevat de les limitacions d'edat o judici.
La constitució de l'Argentina inclou des de 1853 el "principi de la Sobirania del Poble" en el seu article 33, considerant, al costat de la  forma republicana de govern, com a fonament dels drets i garanties constitucionals.
| « | Art 33 .- Les declaracions, drets i garanties que enumera la Constitució, no seran entesos com a negació d'altres drets i garanties no enumerades, però que neixen del principi de la Sobirania del Poble i de la Forma Republicana de Govern. | » |

La Constitució Espanyola de 1978, en l'article 1.2, afirma:  "La sobirania nacional resideix en el poble espanyol, del qual emanen els poders de l'Estat". 

## Orígens
La sobirania popular en el seu sentit modern, és una idea que data de l'escola de contractes socials (mitjan segle xvii a mitjan XVIII), representada per Thomas Hobbes (1588-1679), John Locke (1632-1704) i Jean-Jacques Rousseau (1712-1778), autor de The Social Contract, una obra política destacada que posava de manifest clarament els ideals de "voluntat general" i va madurar encara més la idea de sobirania popular. El principi central és que la legitimitat del govern o del dret es basa en el consentiment dels governats. La sobirania popular és, per tant, un principi bàsic de la majoria de les repúbliques i en algunes monarquies. Hobbes, Locke i Rousseau van ser els pensadors més influents d'aquesta escola, tot postulant que els individus opten per contractar socialment els uns amb els altres, renunciant voluntàriament a una part de la seva llibertat natural a canvi de protecció dels perills derivats de la llibertat d'altres.. Si els homes eren considerats naturalment més propensos a la violència i al violí (Hobbes) o a la cooperació i la bondat (Rousseau), la idea que un ordre social legítim només sorgeix quan les llibertats i els deures són iguals entre els ciutadans i lliga els pensadors del contracte social al concepte de sobirania popular.
Es pot trobar un desenvolupament paral·lel d'una teoria de la sobirania popular entre l'Escola de Salamanca (vegeu, per exemple, Francisco de Vitòria (1483-1546) o Francisco Suarez (1548-1617)), que (com els teòrics del dret diví dels reis i Locke) va veure la sobirania com a emanar originalment de Déu, però (a diferència dels teòrics de la dreta divina i d'acord amb Locke), passava de Déu a totes les persones per igual, no només als monarques.
Les repúbliques i les monarquies populars es basen teòricament en la sobirania popular. Tanmateix, una noció legalista de sobirania popular no implica necessàriament una democràcia eficaç i que funcioni: un partit o fins i tot un dictador individual pot reclamar representar la voluntat del poble i governar en nom seu, fingint detenir les auctoritas. Això seria congruent amb l'opinió de Hobbes sobre el tema, però no amb la majoria de definicions modernes que veuen la democràcia com una condició necessària de la sobirania popular.

## Estats Units
L'aplicació de la doctrina de la sobirania popular rep un èmfasi especial en la història nord-americana, assenyala l'historiador Christian G. Fritz de l'historiador Sovereigns: The People and America's Constitutional Tradition Before the Civil War, un estudi de la història primerenca del constitucionalisme americà.The application of the doctrine of popular sovereignty receives particular emphasis in American history, notes historian Christian G. Fritz's American Sovereigns: The People and America's Constitutional Tradition Before the Civil War, un estudi de la història primerenca del constitucionalisme americà. Al descriure com els nord-americans van intentar aplicar aquesta doctrina abans de la lluita territorial per l'esclavitud que va portar a la Guerra Civil, el politòleg Donald S. Lutz va assenyalar la varietat d'aplicacions americanes:
Parlar de sobirania popular és col·locar l'autoritat màxima en el poble. Hi ha diverses maneres d'expressar la sobirania. Pot ser immediat en el sentit que el poble faci la llei per si mateix, o mediatitzi a través de representants sotmesos a eleccions i revocacions; pot ser final, en el sentit que la gent té un efecte negatiu o de veto sobre la legislació, o pot ser una cosa molt menys dramàtica. En definitiva, la sobirania popular cobreix multitud de possibilitats institucionals. Tanmateix, en cada cas, la sobirania popular assumeix l'existència d'alguna forma de consentiment popular, i és per això que tota definició de govern republicà implica una teoria del consentiment.

– Donald S. Lutz
La Revolució nord-americana va suposar una partida en el concepte de sobirania popular, tal com s'havia discutit i emprat en el context històric europeu. Amb la seva Revolució, els nord-americans van substituir la sobirania en la persona del rei Jordi III, amb un sobirà col·lectiu compost per la gent. A partir d'aleshores, els revolucionaris nord-americans generalment es van posar d'acord i es van comprometre al principi que els governs eren legítims només si es recolzaven en la sobirania popular, és a dir, en la sobirania del poble. Aquesta idea, sovint vinculada a la noció de consentiment dels governats, no va ser inventada pels revolucionaris americans. Més aviat, el consentiment dels governats i la idea del poble com a sobirà tenia clares arrels intel·lectuals dels segles xvii i XVIII en la història anglesa.

### 1850
A la dècada de 1850, durant la guerra civil, els demòcrates del nord, dirigits pel senador Lewis Cass de Michigan i Stephen A. Douglas, d'Illinois, van promoure la sobirania popular com a posició central en el tema de l'esclavitud. Va dir que els residents reals dels territoris haurien de poder decidir votant si es permetria o no esclavitud al territori. El govern federal no va haver de prendre la decisió i, apel·lant a la democràcia, Cass i Douglas esperaven que poguessin acabar amb la qüestió del suport o l'oposició a l'esclavitud. Douglas va aplicar la sobirania popular a Kansas en la Llei de Kansas Nebraska que va aprovar el Congrés el 1854. La Llei va tenir dos resultats inesperats. Abandonant el Compromís de Missouri de 1820 (que deia que l'esclavitud no es permetria mai a Kansas), va suposar un impuls més per a l'expansió de l'esclavitud. La indignació durant la nit va unir les forces anti-esclavitud a tot el nord en un moviment "anti-Nebraska" que aviat va ser institucionalitzat com a Partit Republicà, amb el seu ferm compromís d'aturar l'expansió de l'esclavitud. En segon lloc, els elements pro i anti-esclavitud es van traslladar a Kansas amb la intenció de votar l'esclavitud cap amunt o cap avall, provocant una guerra civil furiosa, coneguda com a "Bleeding Kansas". Abraham Lincoln va apuntar la sobirania popular als debats de Lincoln-Douglas de 1858, deixant a Douglas en una posició que alienava els demòcrates en favor de l'esclavitud del sud que pensaven que era massa feble en el seu suport a l'esclavitud. Els demòcrates del Sud es van separar i van dirigir el seu propi candidat contra Lincoln i Douglas el 1860.